# Quima Cot
Joaquima Cot Codony, detta Quima (Mataró, 18 febbraio 1951), è un'ex cestista spagnola.

## Carriera
Con la Spagna ha disputato i Campionati europei del 1974.